# Massenhinrichtung politischer Gefangener in Iran von 1988
Die Islamische Republik Iran vollzog im Jahr 1988 eine Massenhinrichtung politischer Gefangener (persisch ۱۳۶۷ اعدام زندانیان سیاسی در تابستان), die am 29. Juli 1988 in der Regierungszeit des Premierministers Mir Hossein Mussawi auf Weisung des Ajatollahs Ruhollah Chomeini begannen. Die Hinrichtungen erstreckten sich über einen Zeitraum von fünf Monaten. Die genaue Zahl der Hingerichteten ist unbekannt. Sicher ist, dass mehrere tausend Menschen ohne Urteil hingerichtet wurden.

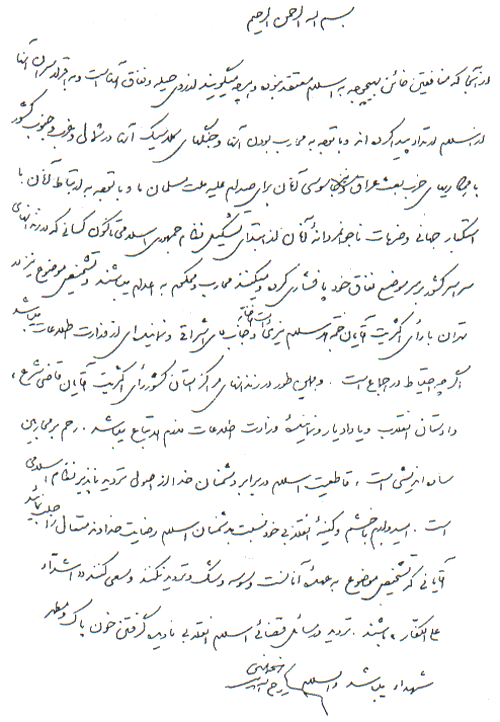
Chomeinis Anordnung zur Hinrichtung der Gefangenen

## Anzahl der Opfer
Unterschiedliche Quellen gehen von mindestens 1.367, 2.700 bis zu spekulativen 10.000 hingerichteten politischen Gefangenen in der Islamischen Republik aus. Im Jahr 2008 wurde vom umstrittenen Nationalen Widerstandsrat Iran eine Aussage eines ehemaligen Mitarbeiters des Ministeriums für Nachrichtenwesen und Sicherheit (MOIS) veröffentlicht, der von 33.700 hingerichteten Gefangenen sprach.
Die Mehrheit der Hingerichteten waren Mitglieder der größten Oppositionspartei, der Volksmudschahedin. Betroffen waren aber auch Mitglieder kleinerer, vor allem linksgerichteter Oppositionsgruppen.

## Die Hinrichtungsanweisung von Chomeini
Besondere Vorsichtsmaßnahmen wurden ergriffen, um die Hinrichtungen geheim zu halten. Die iranische Regierung streitet bis heute ab, dass die Hinrichtungen überhaupt stattgefunden haben. Aufgrund der großen Zahl der hingerichteten Personen wurde von überlebenden Gefangenen über die Hinrichtungen berichtet. Die Begründungen, warum die politischen Gefangenen hingerichtet wurden, variieren. Einige Argumente sprechen von einem Racheakt für den von den Volksmudschahedin verübten Aufstand an der westlichen Grenze Irans, obwohl sich die Auswirkungen dieses Aufstandes erst nach dem Beginn der Hinrichtungen voll entfalteten.
Kurz bevor die Hinrichtungen begannen, wurde von Ajatollah Chomeini eine geheime Anweisung erlassen, dass Sonderkommissionen eingesetzt werden sollten, um gegen die Volksmudschahedin (Modschahedin-e Chalgh) vorzugehen. Diese seien mohareb (von arabisch محارب ‚Kriegstreiber‘) und vom Glauben des Islam abgefallen. Apostasie wird in Iran mit dem Tode bestraft.
Der einführende Satz von Chomeinis Anweisung lautet:

“اسلام معتقد نبوده و هر چه میگویند از روی حیله و نفاق آنهاست و به اقرار سران آنها از اسلام ارتداد پیدا کرده اند و با توجه به محارب بودن آنها و جنگ کلاسیک آنها در شمال و غرب و جنوب کشور با همکاریهای حزب بعث عراق و نیز جاسوسی آنها برای صدام علیه ملت مسلمان ما و با توجه به ارتباط آنان با استکبار جهانی و ضربات ناجوانمردانهٔ آنان از ابتدای تشکیل نظام جمهوری اسلامی تا کنون کسانی که در زندانهای سراسر کشور بر سر موضع نفاق خود پافشاری کرده و میکنند، محارب و محکوم به اعدام ميباشند.”

„Weil die verräterischen PMOI-Mitglieder nicht an den Islam glauben, obwohl sie anderes behaupten, und wegen ihres systematisch mit militärischen Mitteln geführten Krieges an den nördlichen, westlichen und südlichen Grenzen Irans, wegen ihrer Zusammenarbeit mit der Baath-Partei Iraks und ihrer Spionage für Saddam Hussein gegen unsere muslimische Nation, wegen ihrer Verbindungen zum Westen und wegen der brutalen Schläge, die sie von Beginn an gegen die Islamische Republik gerichtet haben, müssen alle Mitglieder der PMOI und die, die die PMOI weiter unterstützen, als Feinde betrachtet und daher hingerichtet werden.“

## Selektion und Befragung der Gefangenen
Durch wissenschaftliche Untersuchungen konnte belegt werden, dass die Planung für die Massenhinrichtung bereits Monate vor den eigentlichen Hinrichtungen erfolgte. Nach einem Bericht wurden die politischen Gefangenen nach der Zugehörigkeit zu ihrer politischen Gruppierung und der Länge ihrer Haftstrafen selektiert.
In Teheran wurde ein Sondergericht bestehend aus 16 Mitgliedern eingerichtet, die die einzelnen Körperschaften der Islamischen Republik, wie den obersten Führer Chomeini, den Premierminister, den Generalstaatsanwalt und die Gefängnisverwaltung des Evin-Gefängnisses und des Gohar-Dascht-Gefängnisses repräsentierten. Als Vorsitzender des Sondergerichts agierte Ajatollah Mortasa Eschraqi mit den Beisitzern Hodschatoleslam Hoseinali Nayeri und Hodschatoleslam Ali Mobascheri. Das Sondergericht hielt seine Sitzungen abwechselnd im Evin- und im Gohar-Dascht-Gefängnis ab. In den Provinzen soll es vergleichbare Sondergerichte gegeben haben.
Die Gefangenen wurden vor das Sondergericht geladen und befragt, ohne zu wissen, welchem Zweck die Befragung diente. Als Erstes wurden die männlichen Mitglieder der Volksmudschahedin der Befragung unterzogen. Vor der Befragung wurde den Gefangenen erklärt, dass es sich bei der folgenden Befragung nicht um ein Gerichtsverfahren handele, sondern um eine Befragung, die zur Trennung von muslimischen und nichtmuslimischen Gefangenen diene.
Die erste Frage lautete: Welcher politischen Gruppierung gehören Sie an? Antworteten die Befragten mit Volksmudschahedin, war die Befragung bereits beendet. Wer eine andere oder keine Gruppierung angab, wurde nach seinem Glauben befragt. Gab ein Gefangener an, dass er monafeghin (Aufrührer und politischer Aktivist) sei, wurde er gefragt,
- ob er bereit sei, politische Aktivisten zu verraten,
- ob er bereit sei, politische Aktivisten auch vor laufenden Kameras zu verraten,
- ob er bereit sei, bei ihrer Verhaftung behilflich zu sein,
- ob er bereit sei, Sympathisanten zu nennen,
- ob er bereit sei, Personen zu identifizieren, die nur zum Schein behaupteten, keine politischen Aktivisten zu sein,
- ob er bereit sei, für Iran in den Krieg zu ziehen und über Minenfelder zu laufen.

Wurde eine der Fragen ausweichend oder mit nein beantwortet, war die Befragung zu Ende. Ein anderer Fragenkatalog lautete:
- Bist Du Muslim?
- Glaubst Du an Gott?
- Ist der heilige Koran das Wort Gottes?
- Glaubst Du an den Himmel und die Hölle?
- Akzeptierst Du, dass der heilige Mohammad der letzte der Propheten ist?
- Wirst Du öffentlich dem historischen Materialismus abschwören?
- Fastest Du während Ramadan?
- Betest Du und liest Du den heiligen Koran?
- Würdest Du Deine Zelle lieber mit einem Muslim oder einem Nichtmuslim teilen?
- Wirst Du ein Schriftstück unterzeichnen, dass Du an Gott, den Propheten, den Heiligen Koran und die Wiederauferstehung glaubst?
- Als Du ein Kind warst, hat Dein Vater gebetet, gefastet und den Heiligen Koran gelesen?

Einige Gefangene konnten sich dadurch retten, dass sie die Fragen zur Zufriedenheit des Sondergerichts beantworteten. Ein Gefangener, dem die Bedeutung der Fragen unmittelbar klar war, begann, nachdem er in seine Zelle zurückgeführt worden war, mit Morsezeichen die anderen Gefangenen zu warnen. Kinder von Vätern, die nicht gebetet oder den Koran gelesen hatten, konnten nicht „als vom Glauben abgefallen“ bezeichnet werden, da sie nie in den Glauben eingeführt worden waren. Wer sich den Antworten dadurch zu entziehen versuchte, dass er den Glauben zur Privatsache erklärte, wurde sofort als „vom Glauben abgefallen“ eingestuft. Gefangene, die ihre Strafe bereits abgeleistet hatten, wurden genauso zum Tode verurteilt wie Gefangene, die noch viele Jahre Gefängnis vor sich hatten.

## Hinrichtungen
Die Vorbereitungen für die Hinrichtungen begannen in den Morgenstunden des 29. Juli 1988. Die Gefängnistore wurden hermetisch abgeriegelt. Zuvor geplante Besuche oder Telefonate wurden abgesagt. Arztbesuche wurden gestrichen und die Annahme von Paketen für Gefangene wurde eingestellt. Die sonst zuständigen Gerichte wurden für die Zeit der Hinrichtungen beurlaubt. Versammlungen von Angehörigen vor den Gefängnissen wurden aufgelöst.
Innerhalb des Gefängnisses wurden die Gefangenen blockweise isoliert, aus den Zellenblöcken wurden Radio- und Fernsehgeräte entfernt. Alle Einrichtungen, die Gefangene sonst aufsuchen konnten, wie die Apotheke, Werkstätten, Leseräume usw., wurden geschlossen. Die Wärter wurden angewiesen, mit den Gefangenen nicht mehr zu sprechen.
Nach der Befragung wurde den Gefangenen mitgeteilt, dass sie ihr Testament verfassen sollten, ihre Wertsachen (Ring, Uhr, Brille) abliefern sollten. Den Gefangenen wurden dann die Augen verbunden und sie wurden an den Galgen geführt, wobei jeweils sechs Personen an einem Galgen erhängt wurden. Das Hängen erfolgte dabei durch Hochziehen des um den Hals geschlungenen Seils, um die Gefangenen zu ersticken. Der Tod trat nach mehreren Minuten ein. In Einzelfällen dauerte es bis zu 15 Minuten, bis der Verurteilte verstorben war.
Nach einigen Tagen forderten die erschöpften Henker, dass man Erschießungskommandos für die Hinrichtung einsetzen sollte. Diese Forderung wurde von dem Sondergericht abgelehnt, da nach der Scharia „Feinde Gottes“ und „Vom Glauben Abgefallene“ erhängt werden müssten.
Zu Beginn der Hinrichtungswelle konnten die wahren Absichten des Sondergerichts vor den Gefangenen verheimlicht werden. Einer der Überlebenden war der Meinung, dass die Befragung seiner baldigen Freilassung anlässlich der anstehenden Friedensfeierlichkeiten dienen würde.

## Verantwortliche
Zu den mutmaßlichen Tätern zählen einige bis heute prominente iranische Politiker. Amnesty International benannte in einem Bericht vom 4. Dezember 2018 folgende Personen als mutmaßliche Hauptverantwortliche:
- Alireza Avaei, im Jahr 1988 Generalstaatsanwalt von Dezful in der Provinz Chuzestan, ab 2017 Justizminister von Iran
- Hossein Ali Nayyeri, im Jahr 1988 Scharia-Richter in Teheran
- Ebrahim Raisi, stellvertretender Generalstaatsanwalt von Teheran im Jahr 1988, 2014 bis 2016 Generalstaatsanwalt Irans, 2021 bis 2024 Präsident Irans
- Mohammad Hossein Ahmadi, 1988 bei Massenhinrichtungen in Chuzestan beteiligt, später Mitglied des Expertenrats
- Mostafa Pour-Mohammadi, damaliger stellvertretender Geheimdienstminister, von 1990 bis 1990 Informations-/Geheimdienstminister in Mohammad Chātamis erstem Kabinett, später Innenminister unter Mahmud Ahmadinedschad und von 2013 bis 2017 Justizminister unter Hassan Rouhani. Pour-Mohammadi wurde vom damaligen designierten Nachfolger Chomeinis Hossein Ali Montazeri als zentrale Figur bei den Massenhinrichtungen bezeichnet, wofür Montazeri bei Chomeini in aufsehenerregende Ungnade fiel[16] und nicht dessen Nachfolger wurde. Chomeinis Nachfolger Ali Chamenei hielt den populären Großajatollah Montazeri bis zu dessen Tod unter Hausarrest. Tonbandaufzeichnungen des verstorbenen Großajatollahs, in denen er vor seinem Tod Pour-Mohammadi und Ali Chamenei beschuldigte, spielen bis heute in der iranischen Innenpolitik eine wichtige Rolle.[17]

## Behandlung von Frauen
Frauen, die Mitglied der Volksmudschahedin waren, wurden wie die Männer als „Feinde Gottes“ erhängt. Für Frauen, die beschuldigt worden waren, „vom Glauben abgefallen zu sein“, war die Bestrafung leichter als für Männer. Frauen waren nach der Auffassung des Sondergerichts auf der Grundlage des islamischen Rechts nicht voll für ihre Taten verantwortlich zu machen. Aus diesem Grund wurde weiblichen Mitgliedern linker Gruppierungen die Möglichkeit eingeräumt, ihr Verhalten zu überdenken. Für jedes der fünf Gebete, die sie pro Tag zu verrichten hatten, erhielten sie fünf Peitschenhiebe, wenn sie es „vergessen sollten“. Die Strafen zeigten Wirkung. Viele begannen zu beten. Eine Frau, die sich weigerte zu beten, starb nach 22 Tagen und 550 Peitschenhieben.

## Strafverfolgungen
Ob die Verantwortlichen für die mutmaßlichen Verbrechen von 1988 zur Verantwortung gezogen werden, hängt neben der nationalen Strafverfolgung in Iran auch vom sogenannten Weltrechtsprinzip ab, einem universalen völkerstrafrechtlichen Prinzip der Jurisdiktion, nach dem Taten auch dann verfolgt werden, wenn sie keinen Bezug zu einem Nationalstaat haben, sie also auch in anderen Ländern verfolgt werden (können).
Am 9. November 2019 wurde der Iraner Hamid Nouri am Flughafen Stockholm, als er Verwandte in Schweden besuchen wollte, festgenommen. Die schwedische Polizei hatte einen Tipp von iranischen Exilanten erhalten. Nouri wurde vorgeworfen, während der Jahre 1988 und 1989 als Assistent des stellvertretenden Generalstaatsanwalts im berüchtigten Gohardasht-Gefängnis in Karadsch für die Hinrichtung von Tausenden Angehörigen der Volksmudschahedin mitverantwortlich gewesen zu sein. Die im Jahr 2021 erhobene Anklage lautete auf vielfachen Mord und nicht auf Verbrechen gegen die Menschlichkeit, auch da letzteres erst im Jahr 2014 zu einem Straftatbestand im schwedischen Recht geworden war. Der Angeklagte bestritt zunächst seine Identität und auch eine Beteiligung an den ihm zur Last gelegten Taten. Der Prozess in Stockholm begann am 10. August 2021. Iranische Oppositionsgruppen und Menschenrechtsaktivisten äußerten ihre Genugtuung. Die schwedischen Strafverfolger beriefen sich auf das Weltrechtsprinzip, das es erlaubt, schwere Verbrechen, auch wenn sie im Ausland oder durch Ausländer begangen wurden, zu verfolgen. Es war das erste Mal, dass sich ein Vertreter des iranischen Regimes wegen der Gefangenenmorde verantworten musste. Besondere Brisanz hatte der Prozess, da nur eine Woche vor Prozessbeginn Ebrahim Raisi, dem ebenfalls eine führende Beteiligung an den Menschenrechtsverbrechen vorgeworfen wurde, als neuer iranischer Staatspräsident vereidigt worden war.
Nouri wurde am 14. Juli 2022 vom Stockholmer Gericht zu lebenslanger Freiheitsstrafe und Zahlung von 1,2 Mio. schwedischen Kronen verurteilt. Das Urteil wurde im Dezember 2023 in zweiter Instanz bestätigt. Allerdings währte die Haftstrafe Nouris nicht sehr lange. Am 15. Juni 2024 wurde er im Ausgleich für die Freilassung des in Iran wegen Spionagevorwürfen inhaftierten schwedischen Diplomaten Johan Floderus und des ebenfalls dort inhaftierten schwedisch-iranischen Doppelstaatsangehörigen Saeed Azizi nach Iran ausgeflogen. Der schwedische Premierminister Ulf Kristersson kommentierte dazu bitter, dass Iran die beiden zu „Spielfiguren in einem zynischen Verhandlungsspiel“ gemacht habe, mit dem Ziel, die Freilassung Nouris aus dem schwedischen Gefängnis zu erreichen.

## Die Hinterbliebenen
Nach Auskunft von Schirin Ebadi wurde den Hinterbliebenen der Gefangenen erklärt, dass sie ein Jahr lang keine Beerdigungszeremonie oder Trauerzeremonie unter öffentlicher Beteiligung abhalten dürften. Sollte das Verhalten der Hinterbliebenen zur Zufriedenheit der Justizbehörden ausfallen, würde ihnen der Platz bekanntgegeben, wo die Leiche des Hingerichteten bestattet worden sei. Den Hinterbliebenen wurde mitgeteilt, dass der Name des Familienmitglieds auf PMOI-Listen aufgetaucht sei, die mit den Aufständischen im Westen von Iran in Verbindung gebracht wurden.

## Reaktionen
Die Hinrichtungen waren „ein in der Geschichte Irans beispielloser Akt von Gewalttätigkeit – beispiellos in der Form, Intensität und der Art und Weise, wie die Hinrichtungen ausgeführt wurden“. Als er von den Hinrichtungen erfahren hatte, schrieb Großajatollah Hossein Ali Montazeri zwei Briefe an Chomeini und einen Brief an das Sondergericht, in denen er die Hinrichtungen kritisierte. Montazeri, der 1985 zum Nachfolger Khomeinis bestimmt worden war, wurde daraufhin von diesem Posten enthoben und später unter Hausarrest gestellt.
Amnesty International veröffentlichte 1990 einen Bericht über die Massenhinrichtungen. Auch Human Rights Watch ging in einem 1990 veröffentlichten Bericht auf die Massenhinrichtung ein.